# Sarnath (fiktiv stad)
Sarnath är en fiktiv stad skapad av H. P. Lovecraft.
I novellen "Sarnaths undergång" (1920) berättas om stadens undergång. När människorna från Sarnath mördar staden Ibs invånare, samt stjäl deras gudasymboler, vaknar varelsen Bokrug till liv och ödelägger Sarnath.
Enligt novellen ligger Sarnath nära Ib; endast en djup sjö, där Bokrug slumrar, avgränsar dem.